# Сумбатов Рубен Ашотович
Сумбатов Рубен Ашотович (нар. 9 листопада 1939. Пішов з життя 24 листопада 2024)— доктор технічних наук, академік Академії будівництва, «Заслужений будівельник України», Почесний громадянин міста Суми, перший повний кавалер ордену «За заслуги» в будівельній галузі Сумської області.

## Життєпис
Народився Рубен Ашотович 9 листопада 1939 року в м. Суми.  Навчався в середній школі № 4. Батько Ашот Аршакович Сумбатов, трудову діяльність присвятив роботі в сумських електромережах. Мати, Софія Тигранівна — домогосподарка. Батьки мали великий вплив на формування світогляду сина, що сприяло його подальшій успішній трудовій діяльності.  Сумбатов Р. А. пройшов нелегкий шлях — від простого робітника до керівника відомого в Україні акціонерного товариства «Сумбуд».

## Діяльність
Трудову діяльність Рубен Ашотович розпочав в 1959 році, закінчивши Сумський будівельний технікум. Працював укладачем бетону, майстром, виконробом.
Без відриву від виробництва три роки навчався в Ленінградському інженерно-будівельному інституті, потім — в Харківському інженерно-будівельному інституті, після закінчення якого здобув спеціальність інженера-будівельника.
Здолав усі сходинки професійного зростання: спочатку був начальником виробничого відділу управління будівельних робіт тресту № 90 в м. Суми, потім керівником управління виробничо-технічної комплектації тресту «Сумхімбуд», у 1970 році — начальником будівельно-монтажного управління цього ж тресту.
З 1976 по 1982 рік Сумбатов Р. А. очолював трест «Сумхімбуд».
З 1982 року Р. А. Сумбатов — головний інженер комбінату «Сумпромбуд».
З 1984 року він — керівник комбінату «Сумпромбуд», на базі якого у 1994 році було створено широко відоме в державі і за її межами публічне акціонерне товариство «Сумбуд», яке він очолював багато років.
Наразі Р. А. Сумбатов — Почесний президент ПАТ «Сумбуд».
Трудова діяльність Рубена Ашотовича була невід'ємно пов'язана з будовами міста, області, України.
На його особистому рахунку спорудження об'єктів хімічної, легкої промисловості, машинобудування, розвиток інфраструктури об'єктів соціальної сфери та соціального захисту, закладів і установ освіти, охорони здоров'я.
Завдячуючи Рубену Ашотовичу, у Сумах зведені обласна універсальна наукова бібліотека, готель «Суми», молодіжний центр «Романтика», Театральна площа, майдан Незалежності, комплекс «Легкоатлетичний манеж».
Ініціював створення в місті філії ЦНДУ Держкоммістобуду України і лабораторно-експериментальної бази для нього.
Рубен Ашотович Сумбатов брав безпосередню участь у ліквідації наслідків землетрусу та відбудові зруйнованих стихією міст у Вірменії, житла для переселенців із забрудненої зони під час аварії на ЧАЕС.

## Зображення

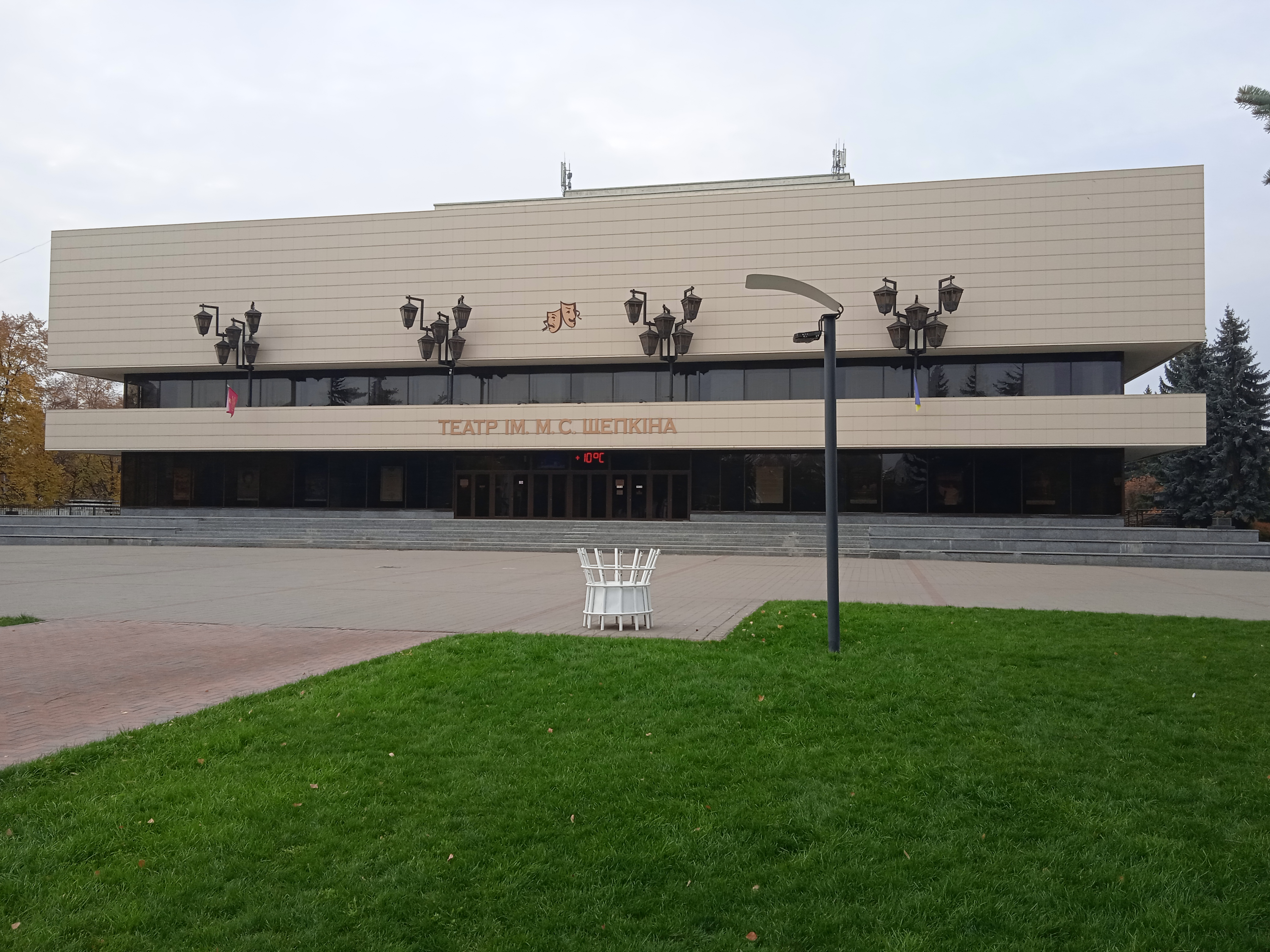
Театр ім. М. С. Щепкіна
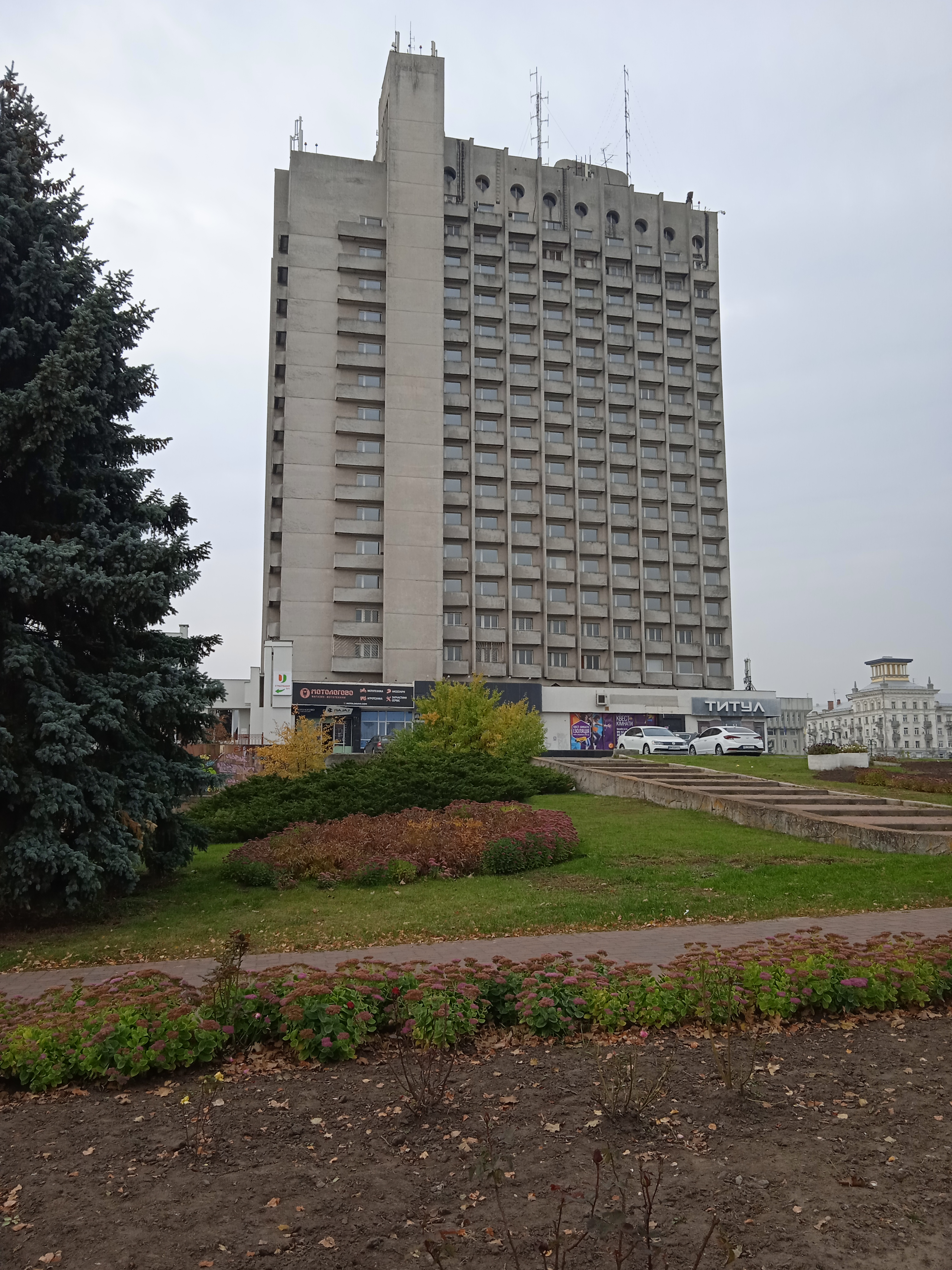
Готель «Суми»
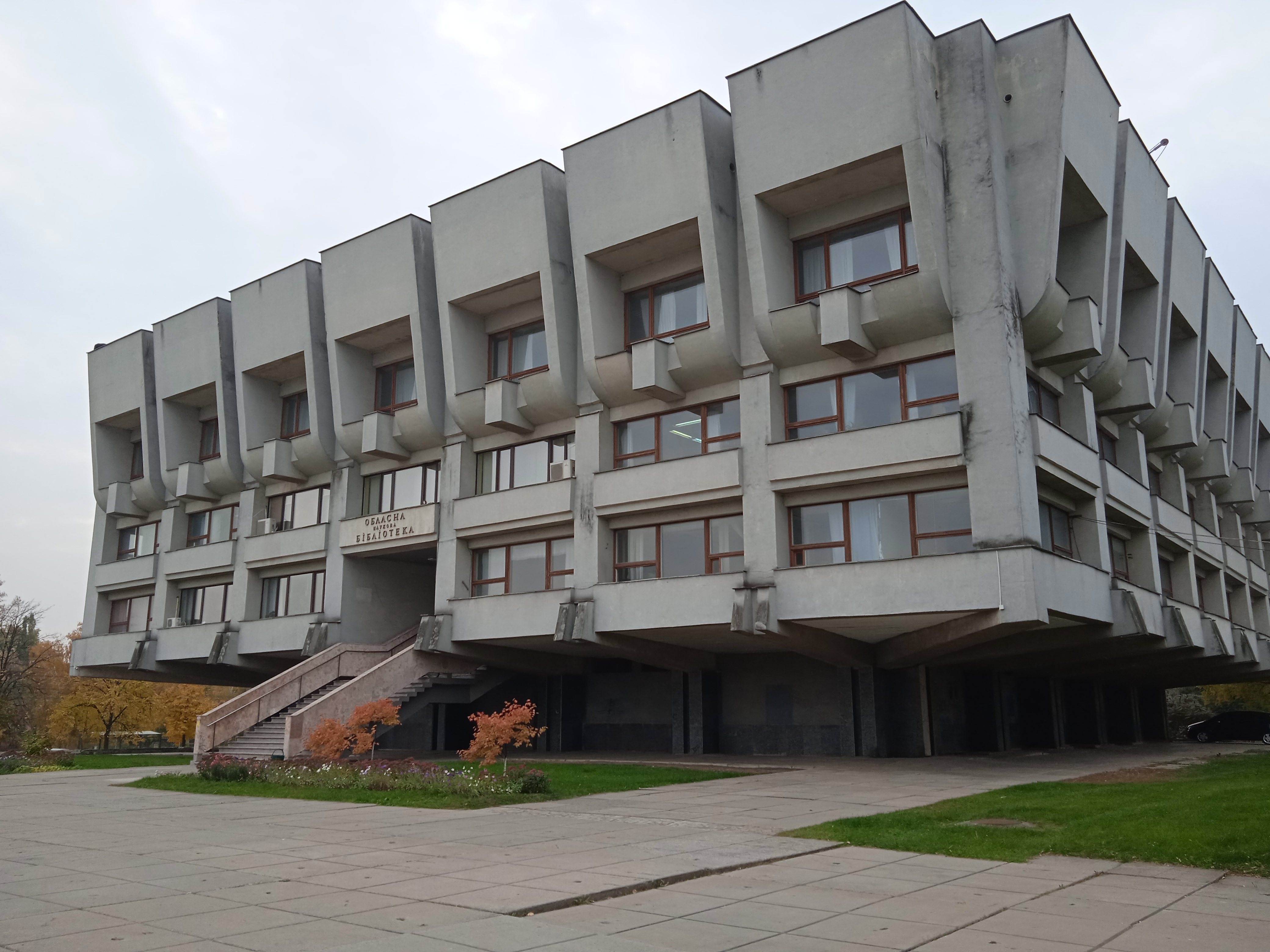
Сумська обласна універсальна наукова бібліотека
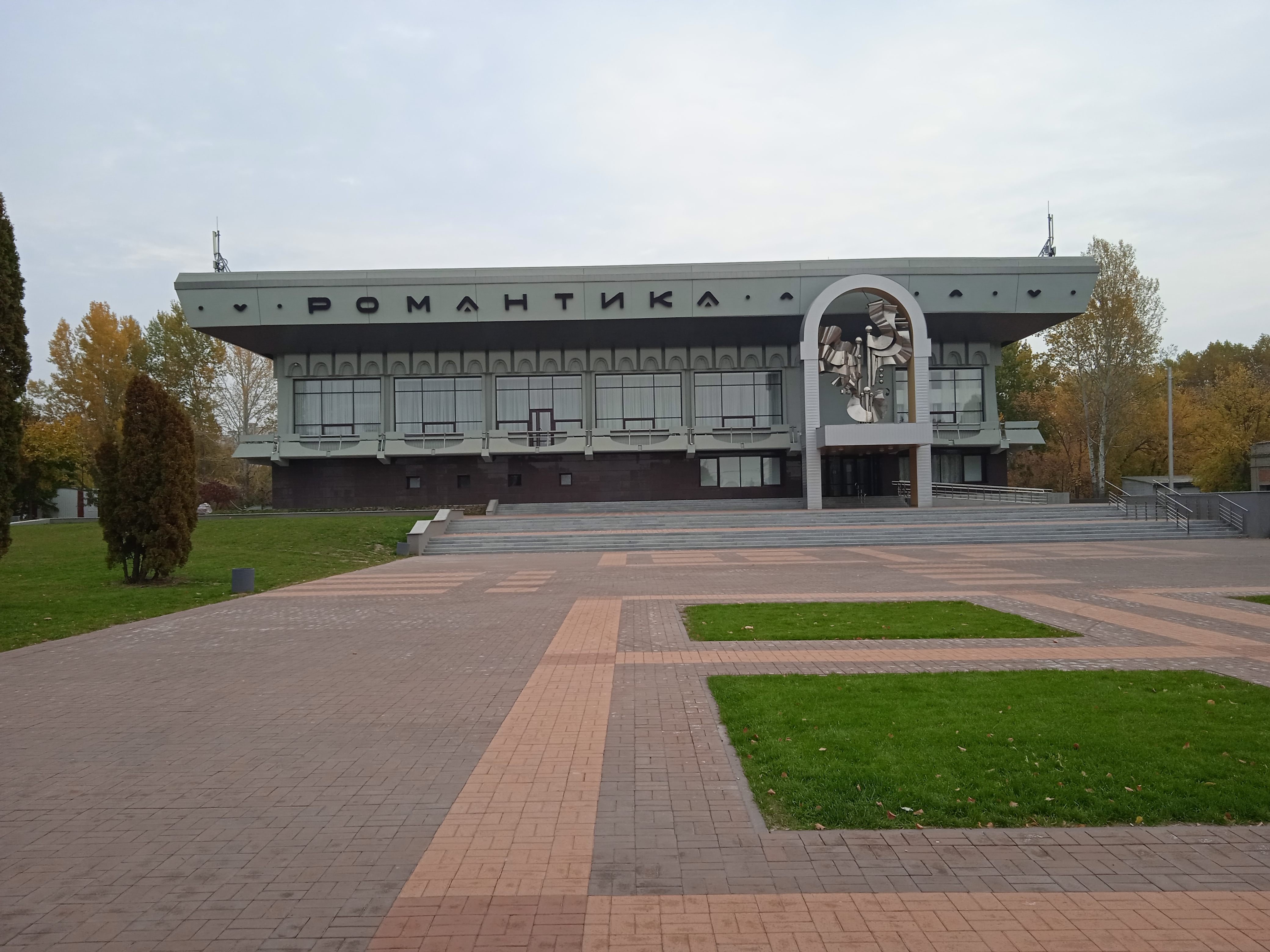
Молодіжний центр «Романтика»

## Нагороди

### Нагороджений
- 1966 рік — нагороджений медаллю «За трудову доблесть»
- 1974 рік — нагороджений орденом «Трудового Червоного Прапора»
- 1979 рік — присвоєно почесне звання «Заслужений будівельник України»
- 1981 рік та 1990 рік — двічі лауреат Державної премії СРСР
- 1998 рік — нагороджений орденом «За заслуги» ІІІ ступеня
- 1999 рік — отримав Почесну грамоту Кабінету Міністрів України
- 2005 рік — нагороджений орденом «За заслуги» ІІ ступеня
- 2009 рік — нагороджений орденом «За заслуги» І ступеня
- 2014 рік — за плідну діяльність у сфері будівництва, високий професіоналізм, широку меценатську та спонсорську допомогу Сумська міська рада присвоїла Сумбатову Рубену Ашотовичу звання «Почесний громадянин міста Суми»